# Inkwell
Inkwell, або просто Ink, — назва технології розпізнання рукописного вводу, розроблена Apple Inc., і вбудована в операційну систему Mac OS X. Представлена в оновленні Mac OS X v10.2 "Jaguar", Inkwell може перекладати англійські, французькі та німецькі написи. 
Inkwell, коли активована, з'являється у вигляді напівпрозорого жовтого папірця в лінію, на якому користувач бачить свій напис. Коли користувач припиняє писати, його напис інтерпретується Inkwell'ом і вставляється в поточний додаток (в місце активного текстового курсору). Користувач може також вказати Inkwell'у не інтерпретувати свій напис, натомість вставити начерк в активне вікно.